# Samuel Bodman
Samuel Bodman (ur. 26 listopada 1938 w Chicago, zm. 7 września 2018 w El Paso) – amerykański polityk, sekretarz energii.

## Działalność publiczna
Od 2004 do stycznia 2005 był zastępcą sekretarza skarbu, a następnie do stycznia 2009 sekretarzem energetyki w administracji prezydenta George’a W. Busha.

## Odznaczenia
- Krzyż Komandorski Orderu Gwiazdy Rumunii (Rumunia, 2003)[4]